# Richard Haking
Richard Cyril Byrne Haking (Halifax, 1862 – 1945), foi um general inglês, que combateu na Primeira Guerra Mundial.

## Carreira
Se destacou por ser o comandante do XI Corpo de exército durante a maior parte da Primeira Guerra Mundial. Os argumentos sobre a libertação tardia do corpo de Haking no primeiro dia da Batalha de Loos, em setembro de 1915, foram fundamentais para forçar a renúncia do Marechal de Campo Sir John French como Comandante-em-Chefe da Força Expedicionária Britânica (BEF). Haking é lembrado principalmente pelas altas baixas sofridas por suas forças (incluindo muitas tropas australianas) na segunda Batalha de Fromelles, lançada enquanto a Batalha do Somme estava em andamento, 80 km ao sul, embora pelo menos um historiador britânico tenha procurado defender sua reputação, considerando-o um "homem inteligente e capaz" injustamente difamado na mitologia popular da guerra. Embora impedido de ser promovido, ele continuou a comandar o XI Corpo de exército - inclusive na Itália no inverno de 1917-1918 e na Flandres em abril de 1918 - até o final da guerra em novembro de 1918. Ele foi o Alto Comando da Liga das Nações. Comissário da Cidade Livre de Danzig no início da década de 1920.